# Besojo
Besojo (llamada oficialmente Besoxo) es una aldea española situada en la parroquia de Ares, del municipio de Ares, en la provincia de La Coruña, Galicia.

## Demografía
| Gráfica de evolución demográfica de Besojo entre 2000 y 2019 |
|                                                              |
| Datos según el nomenclátor publicado por el INE.             |